# Unnan, Shimane
Unnan (雲南市 Unnan-shi) là một thành phố thuộc tỉnh Shimane, Nhật Bản.